# Luxembourg aux Jeux olympiques d'été de 2016
Le Luxembourg participe aux Jeux olympiques d'été de 2016 à Rio de Janeiro au Brésil du 5 au 21 août 2016. Il s'agit de sa 24e participation à des Jeux olympiques d'été.
La délégation olympique luxembourgeoise compte dix athlètes, cinq hommes et cinq femmes, répartis dans cinq sports différents. Le Luxembourg fait partie des pays n'obtenant pas de médaille à l'issue de ces Jeux olympiques.

## Athlétisme

### Homme

#### Course
| Athlétes        | Compétitions | Série         | Série | Demi-Finales | Demi-Finales | Finale  | Finale  |
| --------------- | ------------ | ------------- | ----- | ------------ | ------------ | ------- | ------- |
| Athlétes        | Compétitions | Temps         | Rang  | Temps        | Rang         | Temps   | Rang    |
| Charles Grethen | 800 mètres   | 1 min 48 s 93 | 5e    | Eliminé      | Eliminé      | Eliminé | Eliminé |

### Femme

#### Course
| Athlètes         | Compétitions | Série   | Série | Demi-Finales | Demi-Finales | Finale  | Finale  |
| ---------------- | ------------ | ------- | ----- | ------------ | ------------ | ------- | ------- |
| Athlètes         | Compétitions | Temps   | Rang  | Temps        | Rang         | Temps   | Rang    |
| Charline Mathias | 800 mètres   | 2:09.30 | 8e    | Eliminé      | Eliminé      | Eliminé | Eliminé |
|                  |              |         |       |              |              |         |         |

## Cyclisme

### Cyclisme sur route
| Athlète           | Compétition             | Temps           | Rang |
| ----------------- | ----------------------- | --------------- | ---- |
| Fränk Schleck     | Course en ligne hommes  | 6 h 13 min 36 s | 20e  |
| Christine Majerus | Course en ligne femmes  | 3 h 56 min 34 s | 18e  |
| Christine Majerus | Contre-la-montre femmes | 48 min 16 s 17  | 22e  |
| Chantal Hoffmann  | Course en ligne femmes  | non terminé     | NC   |

## Natation

### Natation sportive

#### Qualification
Le Luxembourg qualifie deux nageurs pour les Jeux olympiques grâce à leurs performances lors des Championnats du monde de natation 2015. Il s'agit de Laurent Carnol et Raphaël Stacchiotti.
| Athlète             | Épreuve       | Séries        | Séries | Demi-finales | Demi-finales | Finale  | Finale  |
| Athlète             | Épreuve       | Temps         | Rang   | Temps        | Rang         | Temps   | Rang    |
| ------------------- | ------------- | ------------- | ------ | ------------ | ------------ | ------- | ------- |
| Raphaël Stacchiotti | 400 m 4 nages | 4 min 20 s 37 | 23e    | Éliminé      | Éliminé      | Éliminé | Éliminé |
| Laurent Carnol      | 100 m brasse  | 1 min 00 s 88 | =27e   | Éliminé      | Éliminé      | Éliminé | Éliminé |